# 片貝薫
片貝 薫（かたかい かおる、4月4日 - ）は、日本の女性声優。ケンユウオフィス所属。大阪府出身。

## 略歴
加藤健一事務所俳優教室4期生。映像テクノアカデミア卒業。
以前はヴィーヴ、同人舎プロダクションに所属していた。

## 人物
声種はアルト - メゾソプラノ。
趣味は猫、編み物、テディベア、モンチッチ。特技は演歌。

## 出演

### テレビアニメ
時期不明
- しましまとらのしまじろう（おみね）

2006年
- N・H・Kにようこそ!（ひきこもり星人）
- 吉宗（婆）

2007年
- 銀河鉄道物語 〜永遠への分岐点〜（フレルの母）

2008年
- NARUTO -ナルト- 疾風伝（焼肉の女将）
- のだめカンタービレ 巴里編（ロランの祖母）
- BLUE DRAGON 天界の七竜（村人）

2009年
- 大正野球娘。（川島家ばあや）
- 鉄腕バーディー DECODE:02（千明初枝）
- 夢色パティシエール（2009年 - 2010年、老婆→マジョラム、樫野の母、エセル） - 2シリーズ

2010年
- いちばんうしろの大魔王（祖母）
- 俺の妹がこんなに可愛いわけがない（麻奈実の祖母）
- 海月姫（千絵子の母）
- 屍鬼（矢野妙、加藤澄江、大塚弥栄子、大川かず子）

2011年
- これはゾンビですか?（おばちゃん）
- TIGER & BUNNY（クリームの母）
- デッドマン・ワンダーランド（ミヤコ）
- 花咲くいろは（お婆ちゃん、老婦人、女将A、お寺の奥さん）
- 放浪息子（祖母）

2012年
- AKB0048（おばさんB、ともちん祖母）
- えびてん 公立海老栖川高校天悶部（老婆）
- クイーンズブレイド リベリオン（老婆）
- シャイニング・ハーツ 〜幸せのパン〜（おばあさん）
- 灼眼のシャナIII -Final-（女性A）
- 探偵オペラ ミルキィホームズ Alternative ONE 〜小林オペラと5枚の絵画〜（オリビア・ハンター）
- 輪廻のラグランジェ（栗原ウララ）

2013年
- きんいろモザイク（松木さん）
- 八犬伝―東方八犬異聞― 第二期（妙）
- フォトカノ（中年女性）

2014年
- ブレイドアンドソウル（ハナ）

2015年
- 櫻子さんの足下には死体が埋まっている（春間小雪）
- ノラガミ ARAGOTO（瑠巴）

2016年
- SUPER LOVERS（フミエ）

2017年
- MARGINAL#4 KISSから創造るBig Bang（おばあさん）
- サクラクエスト（農作業の婆さん）
- アクションヒロイン チアフルーツ（農家のおばあちゃん）
- 十二大戦（異能肉の母）

2018年
- HUGっと!プリキュア（輝木ちよ）
- となりの吸血鬼さん（森さん）

2019年
- あひるの空（2019年 - 2020年、車谷ヨネ）

2020年
- pet（悟の祖母）

2021年
- 舞妓さんちのまかないさん（2021年 - 2022年、おかあさん）
- キングダム（羌明）
- 見える子ちゃん（老婆）
- 鬼滅の刃 遊郭編（お三津）

2022年
- RPG不動産（ホラン）

2024年
- 葬送のフリーレン（老婦人）
- 魔法使いになれなかった女の子の話（クルミのおばあちゃん）

2025年
- ババンババンバンバンパイア（女性教師）

### 劇場アニメ
2011年
- とある飛空士への追憶（貴族）

2016年
- ガラスの花と壊す世界（スミレ〈老女〉）

### Webアニメ
- サイバーパンク エッジランナーズ（2022年、ワカコ）
- PLUTO（2023年、大家)

### ゲーム
2010年
- HOSPITAL. 6人の医師（アルマ・パーカー）

2011年
- The Elder Scrolls V: Skyrim（フラリア 他）

2012年
- 俺の妹がこんなに可愛いわけがない ポータブルが続くわけがない（麻奈実婆）

2014年
- ディアブロIII
- Wolfenstein: The New Order（フラウ・エンゲル）

2017年
- 龍が如く 極2

2021年
- ファミコン探偵倶楽部 消えた後継者（お婆さん）

2022年
- レゴ スター・ウォーズ：スカイウォーカー・サーガ

2024年
- ファミコン探偵倶楽部 笑み男

### 吹き替え

#### 映画
- アーサーとふたつの世界の決戦（おばあちゃん〈ミア・ファロー〉）
- アバター
- アメリア 永遠の翼
- アルビン2 シマリス3兄弟 vs. 3姉妹
- アンストッパブル
- ウルトラ I LOVE YOU!
- エコモダ〜愛と情熱の社長室（ピラール）
- エルム街の悪夢（ノラ〈リア・モーテンセン〉）
- かぞくはじめました（ベス〈ジェシカ・セント・クレア〉）
- ガルフ・ウォー（サンドラ）
- 彼が二度愛したS（ティナ〈マギー・Q〉）
- 奇跡のロングショット（クレア〈タシャ・スミス〉）
- キューティ・バニー
- キングダム・オブ・アーク（ラニ）
- グッド・シェパード（ラッセル夫人）
- 恋する履歴書
- (500)日のサマー
- さすらいのドッグトレーナー（シャンテル ヴァルディ ヴィエッソ）
- 388（キャサリン）
- ジェイル・ブレーカー
- 呪怨 ザ・グラッジ3（グレチェン）
- セックス・アンド・ザ・シティ
- ダウントン・アビー (映画)（コーラ・クローリー〈エリザベス・マクガヴァーン〉[10]）
  - ダウントン・アビー/新たなる時代へ[11]
- デス・ヴィレッジ（ジャッキー）
- 10ミニッツ・アフター
- とかげの可愛い嘘（ジョガン母）
- トランスポーター3 アンリミテッド
- パーシー・ジャクソンとオリンポスの神々
- パーフェクト・ゲッタウェイ
- バッドトリップ! 消えたNO.1セールスマンと史上最悪の代理出張（フライトアテンダント）
- バッド・ルーテナント（ハイジ〈フェアルザ・バルク〉）
- バビロンZ
- バレッツ
- ピースキーパー・ウォー 最終大戦（ノランティ）
- フラッグ・オブ・ソルジャーズ 勝利なき戦場（マリア）
- 僕の大切な人と、そのクソガキ
- マイティ・ソー
- マイファミリー・ウェディング
- マッドマックス 怒りのデス・ロード（メリタ〈メリタ・ジュリシック〉）※劇場公開版
- マンイーター（メアリー）
- メモリー・キーパーの娘
- 山猫は眠らない3 決別の照準
- ラースと、その彼女
- レボリューショナリー・ロード/燃え尽きるまで
- 恋愛ルーキーズ

#### ドラマ
- iCarly
- I-Land 戦慄の島
- アグリー・ベティ2 #5
- ALPHAS/アルファズ
- ER XIV 緊急救命室 #10（コンチータ〈イングリッド・オリウ=オストラム〉）
- ER XV 緊急救命室 #6（パティ・マクフィー〈ビー＝ビー・スミス〉）、#18（マルギー〈エリザベス・ペイン〉）
- WITHOUT A TRACE/FBI 失踪者を追え!
- 華麗なるペテン師たち4
- 救命医ハンク セレブ診療ファイル
- ギルモア・ガールズ
- クリミナル・マインド7 FBI行動分析課
- コールドケース6、7
- 恋するメゾン。 〜Rainbow Rose〜
- ザ・ケープ 漆黒のヒーロー
- CIA:ザ・エージェンシー（ターニヤ）
- CSI:7 科学捜査班 #13
- CSI:10 科学捜査班
- シークレット・アイドル ハンナ・モンタナ（キャサリン）
- ジョーイ（レティ）
- シンデレラマン
- SUITS/スーツ（アレクサンドラ・リーズ〈アリシア・コッポラ〉）
- ダウントン・アビー（コーラ〈エリザベス・マクガヴァーン〉）
- ディフェンダーズ 闘う弁護士
- 天才学級アント・ファーム
- ドールハウス Dollhouse
- ドリームハイ
- ナース・ジャッキー
- ハーパーズ・アイランド 惨劇の島（キャサリン・ウェリントン〈クローデット・ミンク〉）
- HAWAII FIVE-0
- ビッグバン★セオリー ギークなボクらの恋愛法則（ハワード・ウォロウィッツの母〈キャロル・アン・スージー〉）
- フォーリング スカイズ
- ブラザーズ&シスターズ
- BONES4（“墓掘人”ヘザー・タフェット連邦検事）
- ボディ・オブ・プルーフ 死体の証言（アームストロング）
- ホワイトチャペル2 終わりなき殺意
- MAD MEN（アンナ・ドレイパー）
- ミディアム7 最終章
- 名探偵ポワロ 鳩のなかの猫
- メリは外泊中
- LAW & ORDER:LA（アーリーン・ゴンザレス〈レイチェル・ティコティン〉）
- ロイヤル・スキャンダル 〜エリザベス女王の苦悩〜
- ワイヤー・イン・ザ・ブラッド（イザベル）
- 私はラブ・リーガル2

#### アニメ
- アーサー・クリスマスの大冒険
- KND ハチャメチャ大作戦
- シュレック フォーエバー（グリゼルダ）
- 冬のソナタ アニメ版（キム・ギョンヒ）

### ボイスオーバー
- アニマルプラネット ウガンダの野生動物を守れ
- 現代の驚異「配線工事」（エイミー・フライドランダー）
- 古代をめぐる冒険（マリリン / フィリップス）
- ディスカバリーチャンネル 地球の未来のために

### CM
- ラジオCM 名代富士そば

### パチンコ
- パチンコ『じゃりン子チエ』（竹本ヨシ江）
- ぱちんこ ガラスの仮面（2020年、姫川歌子[12]）

### その他
- メッツァ・ムーミンバレーパーク（2019年3月16日 - 、ムーミンママ[13]）